# Eucalyptus alba
Espèce
Eucalyptus alba, le white gum, khaki gum ou poplar gum en anglais, est une espèce de plantes à fleurs de la famille des Myrtaceae. C'est un arbre trouvé en Australie, au Timor et en Nouvelle-Guinée.

## Liste des variétés
Selon Tropicos (22 mai 2014) :
- variété Eucalyptus alba var. australasica Blakely & Jacobs